# HRビジョン
株式会社HRビジョンは、東京都の港区南青山 に本社を置く企業である。人材総合サービスの（株）クイック（東証プライム市場上場：証券コード4318）の関係会社（連結子会社）として2000年4月に設立された。

## 概要
人と組織が最高のパフォーマンスを発揮できるよう、人事のポータルサイト『日本の人事部』を企画運営し、HRに関する様々な情報や機会を提供することで全国の組織をサポート。

## 所在地
- 東京本社： 東京都港区南青山2-2-3 ヒューリック青山外苑東通ビル 6階
- 大阪営業所：大阪府大阪市北区小松原町2-4 大阪富国生命ビル

## 沿革
- 2000年（平成12年）4月 株式会社クイック100%出資で株式会社アイ・キューを設立
- 2004年（平成16年）10月 人事ポータル『日本の人事部』サービス開始
- 2006年（平成18年）4月 大阪営業所開設
- 2009年（平成21年）人事のイベント「ＨＲカンファレンス」開催
- 2011年（平成23年）1月 HRソリューション業界で働く人のネットワーク「PRO-NET」サービス開始
- 2012年（平成24年）11月 人事キーパーソンが選ぶ日本の人事部「ＨＲアワード」創設
- 2013年（平成25年）2月 「人事の日」を制定
- 2013年（平成25年）3月 インタビュー情報誌「日本の人事部 LEADERS」創刊
- 2014年（平成26年）5月 全国人事の実態調査『日本の人事部 人事白書』創刊
- 2014年（平成26年）11月 大企業CHRO・人事役員の会「人事リーダー会」第1回開催
- 2016年（平成28年）6月 人事が教え、学びあう講座「日本の人事部 ＨＲアカデミー」を開校
- 2017年（平成29年）2月 優良企業のネットワーク「ＨＲコンソーシアム」創設
- 2020年（令和2年）4月 社名を株式会社ＨＲビジョンへ変更
- 2023年（令和5年）1月 本社を港区南青山へ移転
- 2023年（令和5年）4月 人事の基礎力診断「ＨＲテスト」をリリース

## 出版物
- 日本の人事部 人事白書
- 日本の人事部 LEADERS（リーダーズ）

## 主催イベント
- 日本の人事部「ＨＲカンファレンス」